# ITF Hamburg
Das ITF Hamburg (offiziell: Tennis Future Hamburg) ist ein Tennisturnier der ITF Women’s World Tennis Tour, das in Hamburg auf Hartplatz (Halle) ausgetragen wird. Spielstätte ist die Tennishalle des Hamburger Tennis-Verbands auf der Anlage des Marienthaler THC.

## Siegerliste

### Einzel
| Jahr               | Siegerin      | Finalgegnerin     | Ergebnis        |
| ------------------ | ------------- | ----------------- | --------------- |
| ↓ Kategorie: W25 ↓ |               |                   |                 |
| 2021 (1)           | Zheng Qinwen  | Linda Fruhvirtová | 6:2, 6:3        |
| 2021 (2)           | Antonia Ružić | Tímea Babos       | 6:2, 4:1 aufgg. |

### Doppel
| Jahr               | Siegerinnen                    | Finalgegnerinnen                    | Ergebnis |
| ------------------ | ------------------------------ | ----------------------------------- | -------- |
| ↓ Kategorie: W25 ↓ |                                |                                     |          |
| 2021 (1)           | Anna Bondár Tereza Mihalíková  | Amandine Hesse Kimberley Zimmermann | 6:4, 6:4 |
| 2021 (2)           | Kamilla Bartone Ylena In-Albon | Olivia Gadecki Sada Nahimana        | 6:4, 6:3 |

## Quelle
- ITF Homepage